# العلاقات البوروندية المارشالية
العلاقات البوروندية المارشالية هي العلاقات الثنائية التي تجمع بين بوروندي وجزر مارشال.

## مقارنة بين البلدين
هذه مقارنة عامة ومرجعية للدولتين:
| وجه المقارنة                                              | بوروندي                                    | جزر مارشال                     |
| --------------------------------------------------------- | ------------------------------------------ | ------------------------------ |
| المساحة (كم2)                                             | 27.83 ألف                                  | 181                            |
| عدد السكان (نسمة)                                         | 10.86 مليون                                | 53.13 ألف                      |
| الكثافة السكانية (ن./كم²)                                 | 390.23                                     | 29.35 ألف                      |
| العاصمة                                                   | بوجومبورا، جيتيغا                          | ماجورو                         |
| اللغة الرسمية                                             | اللغة الكيروندية، لغة فرنسية، لغة إنجليزية | لغة إنجليزية، اللغة المارشالية |
| العملة                                                    | فرنك بوروندي                               | دولار أمريكي                   |
| الناتج المحلي الإجمالي (بليون دولار)                      | 3.48 مليار                                 | 199.40 مليون                   |
| الناتج المحلي الإجمالي (تعادل القوة الشرائية) بليون دولار | 8.13 مليار                                 | 207.25 مليون                   |
| الناتج المحلي الإجمالي الاسمي للفرد دولار أمريكي          | 277                                        | 3.38 ألف                       |
| الناتج المحلي الإجمالي للفرد دولار أمريكي                 | 77                                         | 3.80 ألف                       |
| مؤشر التنمية البشرية                                      | 0.400                                      |                                |
| رمز المكالمات الدولي                                      | +257                                       | +692                           |
| رمز الإنترنت                                              | .bi                                        | .mh                            |
| المنطقة الزمنية                                           | ت ع م+02:00                                | ت ع م+12:00                    |

## منظمات دولية مشتركة
يشترك البلدان في عضوية مجموعة من المنظمات الدولية، منها:
| علم المنظمة | اسم المنظمة                                 | تاريخ انضمام بوروندي | تاريخ انضمام جزر مارشال |
| ----------- | ------------------------------------------- | -------------------- | ----------------------- |
|             | البنك الدولي للإنشاء والتعمير               | 28 سبتمبر 1963       | 21 مايو 1992            |
|             | يونسكو                                      | 16 نوفمبر 1962       | 30 يونيو 1995           |
|             | الاتحاد الدولي للاتصالات                    | 16 فبراير 1963       | 22 فبراير 1996          |
|             | مؤسسة التمويل الدولية                       | 28 نوفمبر 1979       | 23 سبتمبر 1992          |
|             | منظمة الشرطة الجنائية الدولية               | ?                    | ?                       |
|             | مؤسسة التنمية الدولية                       | 28 سبتمبر 1963       | 19 يناير 1993           |
|             | الأمم المتحدة                               | 18 سبتمبر 1962       | 17 سبتمبر 1991          |
|             | مجموعة دول أفريقيا والكاريبي والمحيط الهادئ | ?                    | ?                       |
|             | منظمة حظر الأسلحة الكيميائية                | ?                    | ?                       |